# Lanterne des morts de Coussac-Bonneval
Pour les articles homonymes, voir Coussac et Bonneval.
La lanterne des morts de Coussac-Bonneval est une lanterne des morts située à Coussac-Bonneval, en France.

## Localisation
La lanterne des morts est située dans le département français de la Haute-Vienne, sur la commune de Coussac-Bonneval.

## Historique
Plusieurs théories s'opposent ou se complètent pour l'usage qu'on doit donner à ce type d'édifice. Certains lui attribuent un rôle de phare pour guider le voyageur (c'est notamment ce que l'on retrouve dans le dictionnaire raisonné de Viollet-le-Duc), d'autres proposent une fonction plus pratique d'éclairage, certains arrivent à la conclusion qu'un rôle plus spirituel vis-à-vis des morts était sa fonction. La présence courante d'un autel, leur situation au cœur de cimetières, leur faible disposions à éclairer le voisinage immédiat, tendent à montrer que la dernière proposition soit la bonne.
La lanterne de Coussac-Bonneval date du XIIe siècle. D'autres sources placent sa construction au XIVe siècle, il est probable qu'une restauration de cette époque soit l'origine de la divergence de date et corresponde à une épidémie de peste ayant eu lieu à ce moment dans cette région.
L'édifice se présente sous la forme d'une tour dont la base est quadrangulaire et pourvue d'un autel orienté du côté du couchant. La partie supérieure du fanal est de section octogonale et pourvue de huit fenêtres destinées à laisser passer la lumière de la lanterne. La hauteur globale de cette lanterne des morts avoisine les 6 mètres.
Le monument est classé au titre des monuments historiques le 9 février 1939.